# Rheinpark Stadion
El Rheinpark Stadion, inaugurado el 31 de julio de 1998 en Vaduz es el estadio más importante de Liechtenstein, y en el juega sus partidos de local la selección local y el equipo más importante de aquel principado: el Fussball Club Vaduz.
El estadio fue inaugurado oficialmente el 31 de julio de 1998 con un partido entre el FC Vaduz, campeón de la Copa de Liechtenstein por entonces, y el Kaiserlautern, campeón de la Bundesliga por esos años, en el que se impuso el club alemán por 0:8. Se encuentra en la ribera del río Rin, a pocos metros de la frontera con Suiza. El estadio tiene una capacidad de 7838 espectadores. La construcción del estadio costó unos 19 millones de Francos Suizos.
El Liverpool FC jugó aquí ante el Olympiacos FC en un amistoso en 2005.

## Historia
El estadio fue financiado por el principado y pertenece al municipio de Vaduz. El estadio limita con la orilla derecha del río Rin y, por lo tanto, con la frontera de Liechtenstein con Suiza. El viaje se realiza a través de una salida desde la autopista suiza A13. en la inauguración, el estadio tenía una capacidad para 4500 espectadores, incluidos 3500 en asientos cubiertos. Después de solo un año de construcción, se inauguró el 31 de julio de 1998. El primer partido fue jugado por el entonces ganador de la Copa de Liechtenstein Fussball Club Vaduz contra el entonces campeón de la Bundesliga alemana, 1. FC Kaiserslautern (victoria del 1. FC Kaiserslautern por 8-0). En 2006, el Rheinpark Stadion se amplió con dos nuevas tribunas techadas en el sur y el norte, por lo que el estadio actualmente ofrece una capacidad para 7.838 espectadores (4.184 asientos de pie, todos cubiertos). Si las gradas norte y sur se utilizan como graderías, el estadio puede albergar a 6127 espectadores.
Luego de que el Fussball Club Vaduz fue promovido a la Superliga de Suiza (primera división del fútbol suizo, temporada 2008/09, hubo consideraciones para expandir el estadio a más de 8,000 asientos para cumplir con los nuevos requisitos de licencia de infraestructura de la Superliga. Una expansión del estadio que se pospone hasta la actualidad indefinidamente.
La construcción del estadio se hizo necesaria porque la FIFA (rector del fútbol internacional) y la UEFA (rector del fútbol europeo) amenazaron con dejar de admitir partidos europeos e internacionales en Liechtenstein si el país no proporcionaba una infraestructura moderna, de acuerdo con los estándares internacionales. Ninguna liga oficial se juega en Liechtenstein, pero se celebra una copa nacional anual. El ganador de cada edición de esta copa (siendo muy a menudo el Fussball Club Vaduz), es el representante de su país en la UEFA Europa League. El seleccionado nacional nunca participó en la fase final de alguna competencia importante como la Copa Mundial o la Eurocopa, pero ha participado en las fases clasificatorias a dichas competiciones.